# Андрей (Фрушич)
Епископ Андрей (серб. Епископ Андреј, в миру Я́нко Фру́шич, серб. Јанко Фрушић; 5 июля 1916, село Дивош, Сремский округ — 22 марта 1986, Сремска-Митровица) — епископ Сербской православной церкви, епископ Сремский.

## Биография
Начальную школу и реальную гимназию окончил в Нови-Саде. В 1939 году с отличием закончил богословский факультет Белградского университета.
До епископского рукоположения преподавал в первой мужской гимназии в Белграде.
11 июля 1940 года в Боджяникском монастыре был пострижен в мантию его настоятелем игуменом Платоном (Мишковым). 12 июля там же епископом Бачским Иринеем (Чиричем) был рукоположён в сан иеродиакона.
2 марта 1941 года в Нови-Саде тем же епископом рукоположён в сан иеромонаха.
В 1945 году получил звание синкелла, в 1948 году — протосинкелла.
В 1946 году успешно защитил докторскую диссертацию «Устав монастыря в Тавенне».
В 1947—1959 годы — духовник церкви Ружица в Белграде, где участвовавал в миссионерскую работу с богомольцами.
В 1949 году назначен преподавателем и главным воспитателем духовной семинарии святого Саввы в Раковицком монастыре.
В 1951 году назначен настоятелем Монастыря Раковица, в связи с чем возведён в сан архимандрита.
В конце 1952 года научный совет богословского факультета Белградского университета избрал его доцентом, в ноябре 1958 года — экстраординарным профессором.
Публиковал свои научные труды в области богословия, патрологии и истории в различных журналах, больше всего в журнал Богословского факультета «Богословље». Несколько его работ осталось не опубликованными.
19 июня 1959 году решением Священного Архиерейского Собора был избран епископам Будимлянским, викарием Патриарха Сербского.
28 июня на Видовдан был хиротонисан во викарного епископа Будимлянского, викария Патриарха Сербского. Хиротонию совершили: епископ Хризостом (Воинович), епископ Славонский Емилиан (Маринович) и епископ Захумско-Герцеговинский Владислав (Митрович). Одновременно ему поручалось временное управление Черногорско-Приморской епархией.
20 мая 1961 года решением Священного Архиерейского Собора избран епископом Баня-Лукским с освобождением от временного управления Черногорско-Приморской епархией.
За время его служения в этой разоренной войной епархии возведено большое количество храмов и построен новый собор в Баня-Луке, устроено приходское хозяйство.
Будучи родом из Срема, 19 мая 1980 года переведён по собственному желанию на Сремскую епархию.
Скончался 22 марта 1986 года в Сремской Митровице. Похоронен в Крушедольском Благовещенском монастыре.